# Palacio ducal de Sassuolo
El palacio ducal de Sassuolo es una villa barroca ubicada en la ciudad de Sassuolo, a treinta minutos de Módena, en el norte de Italia.

## Historia
El palacio fue construido en el sitio de un castillo medieval o rocca  Obtenido por Niccolò III d'Este de la familia della Rosa en el siglo XV, y convertido en residencia de la corte por Borso de Este en 1458.
La fachada exterior parece hacer referencia a las villas toscanas más que a las del Véneto. A mediados del siglo XVI, se construyó la primera villa de verano de placer en el sitio. A principios del siglo XVII, el duque Francesco I d'Este encargó el actual edificio al arquitecto Bartolomeo Avanzini. A lo largo de los siglos, el palacio ha tenido muchos propietarios, pero ahora es propiedad de la ciudad de Sassuolo y la Gallerie Estensi, quienes contribuyeron a las galerías de imágenes de los apartamentos Orlando, Princess y Secchia.

## Exhibición
El palacio es más conocido por sus frescos interiores muy decorados (1638-1656) del pintor de la corte francesa de Este, Jean Boulanger, así como por varios techos en perspectiva de Ottavio Vivani, Giacomo Cialdieri, Angelo Michele Colonna, Agostino Mitelli, Baldassare Bianchi y Giovanni GiacomoMonti. Lattanzio Maschio y Luca Colombi también fueron invitados por Boulanger para trabajar en la decoración de estuco del palacio. Giovanni Lazzoni,  Nicolas Régnier, Salvatore Rosa, y Ludovico Lana también contribuyó a la colección de arte del palacio.
El palacio también es conocido por sus vistas al jardín que recuerdan a Versalles y su fantasiosa Peschiera o pecera. Este último fue diseñado originalmente por Avanzini y Gaspare Vigarani como una gran "piscina" rectangular rodeada por un muro límite en forma de anfiteatro en ruinas, por lo que obtuvo su sobrenombre de "Fontanazzo" (Fuente en bruto). Aspectos destacados del complejo también incluyen esculturas de la fuente más grande que la vida basados en los diseños de Gian Lorenzo Bernini y fragmentos del renacimiento del fresco por Nicolò dell'Abbate recuperados del palacio Scandiano en Reggio Emilia.
La restauración del piano nobile en 2001 ha permitido que el palacio se utilice igualmente como espacio para exposiciones de arte contemporáneo, fusionando pasado y presente. Terminando el recorrido por los apartamentos privados y públicos del duque y las duquesas en el primer piso, los apartamentos Stucco ed albergan la exposición «LUZ MONOCROMÁTICA» desde 2003. Los relieves dorados que anteriormente enmarcaban las obras de arte favoritas del duque albergarán varias piezas minimalistas donadas por la Colección Panza hasta 2103.

## Galería

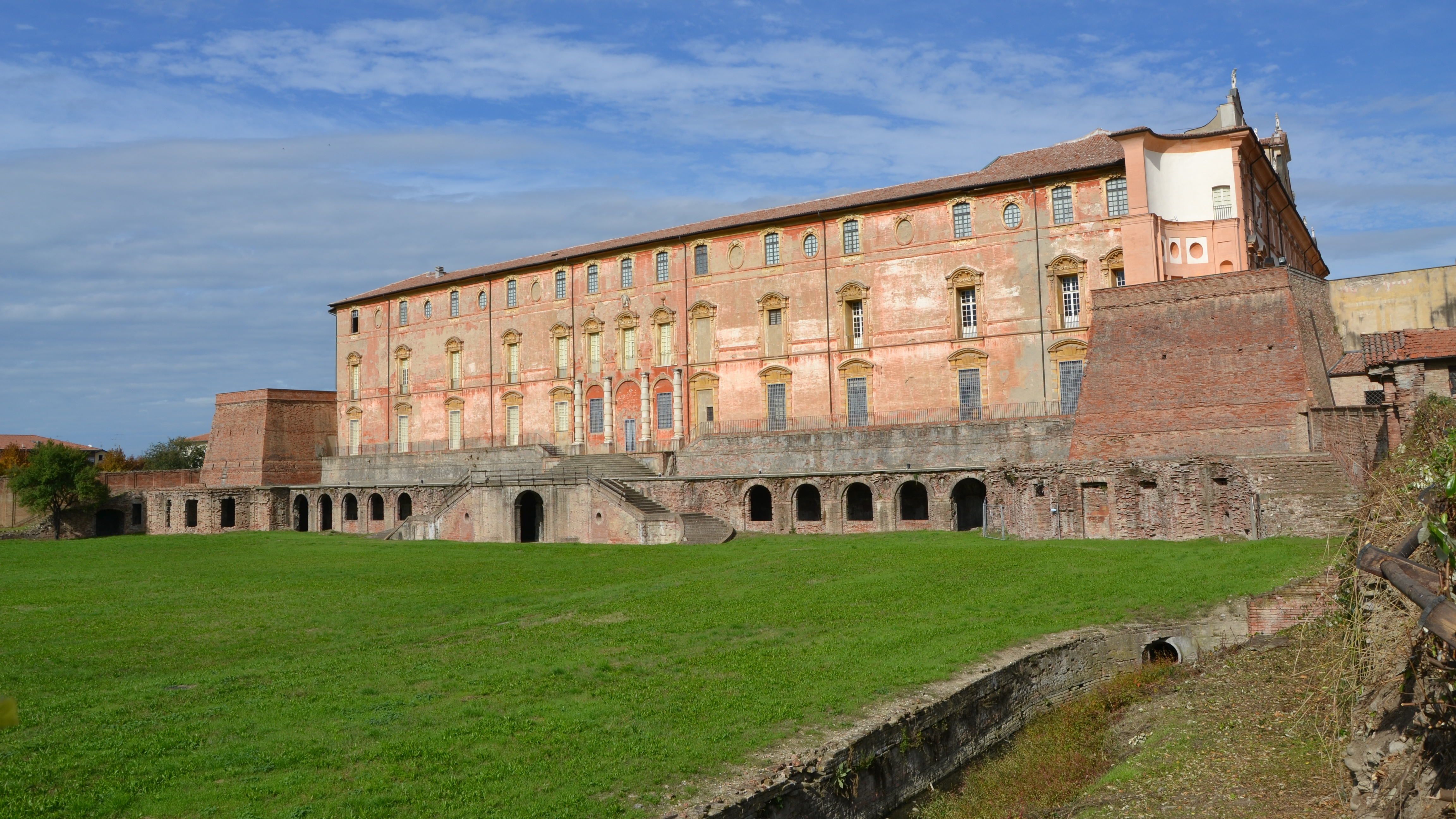
La fachada sur del palacio desde el parque.
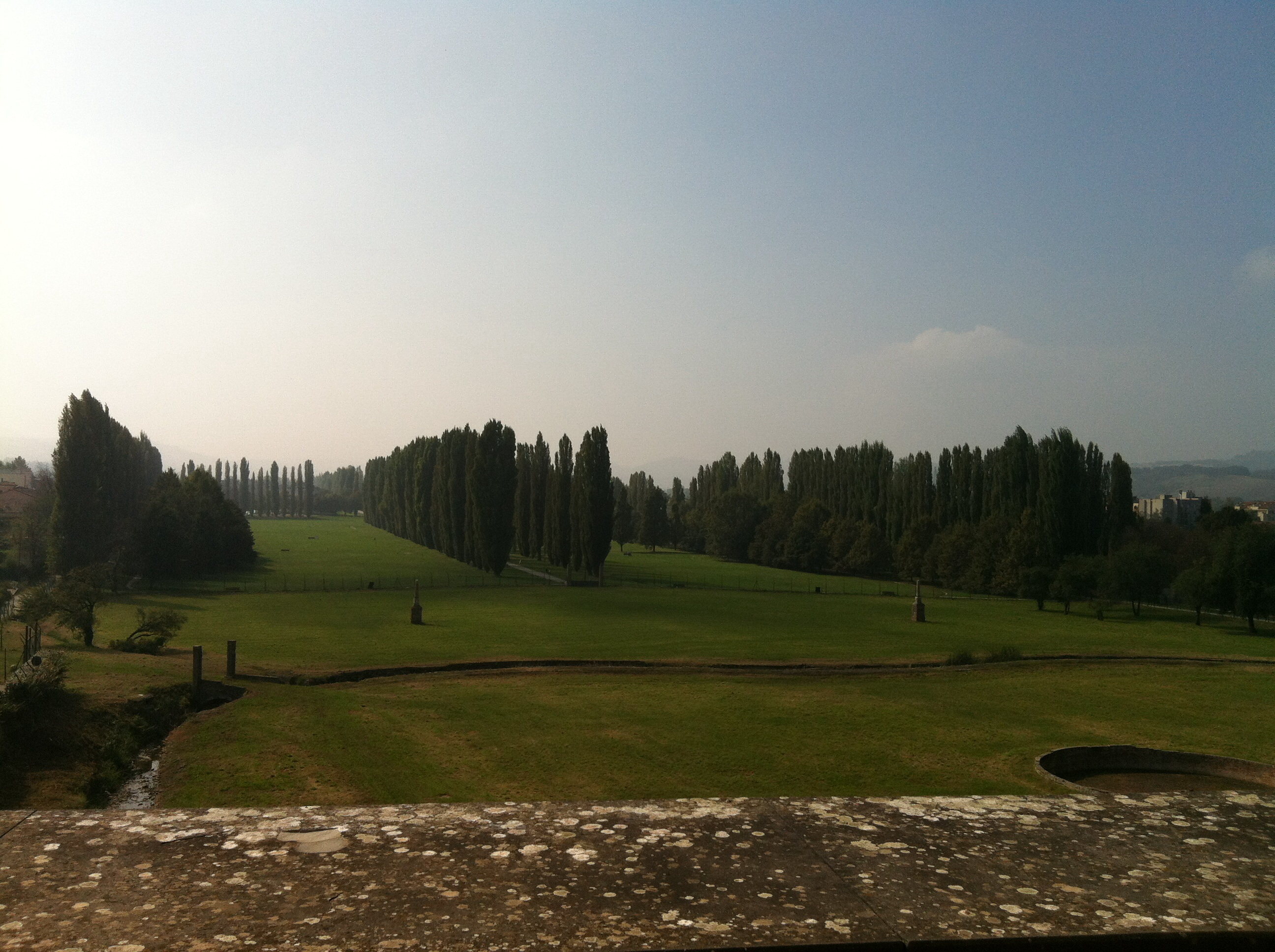
Vista del parque con vistas al valle de Secchia y al coto de caza ducal.
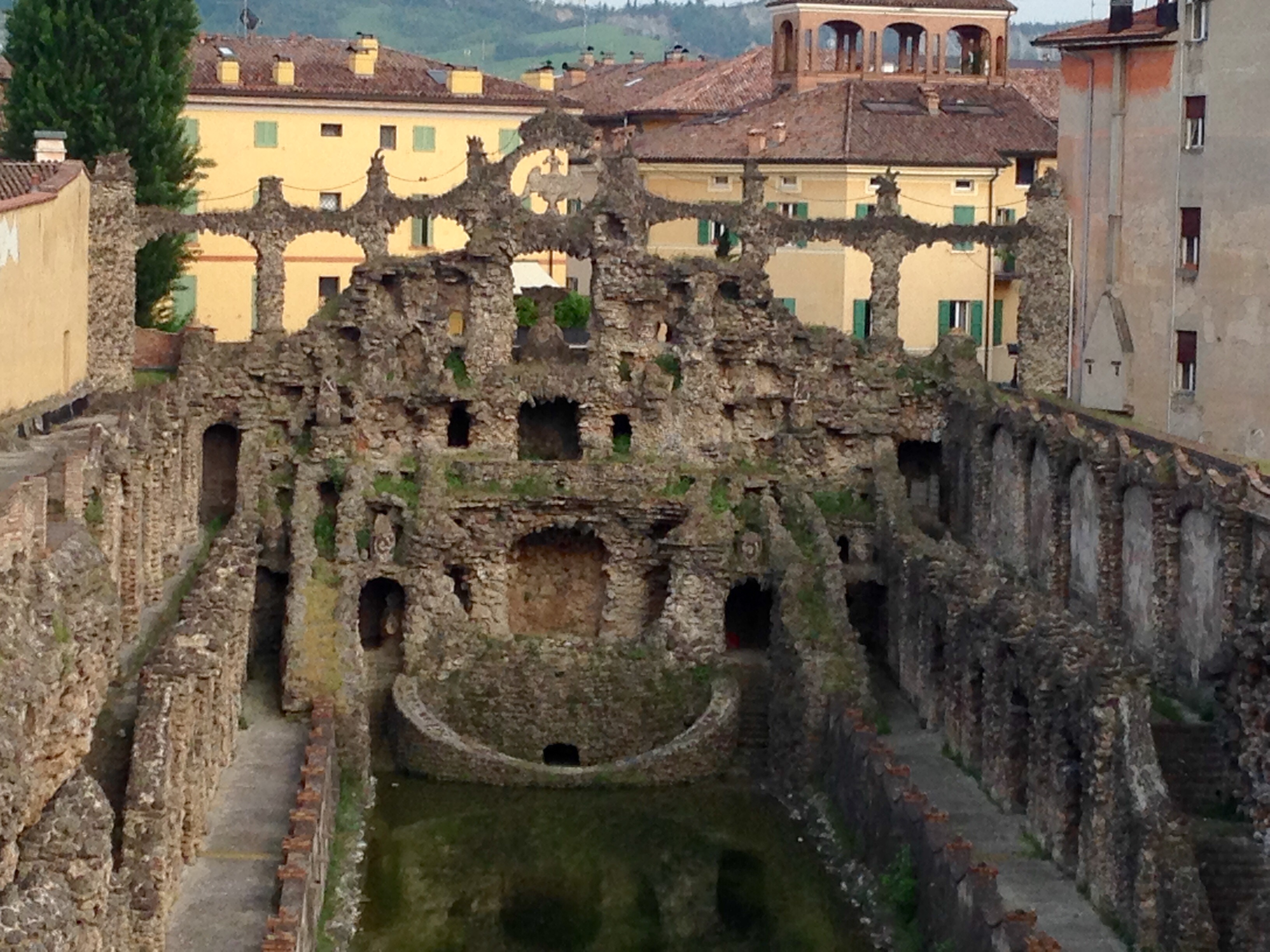
A mediados del siglo XVII. Peschiera se utilizó para representaciones teatrales que requerían el uso de agua, así como para pasear tranquilamente por la terraza Belvedere.
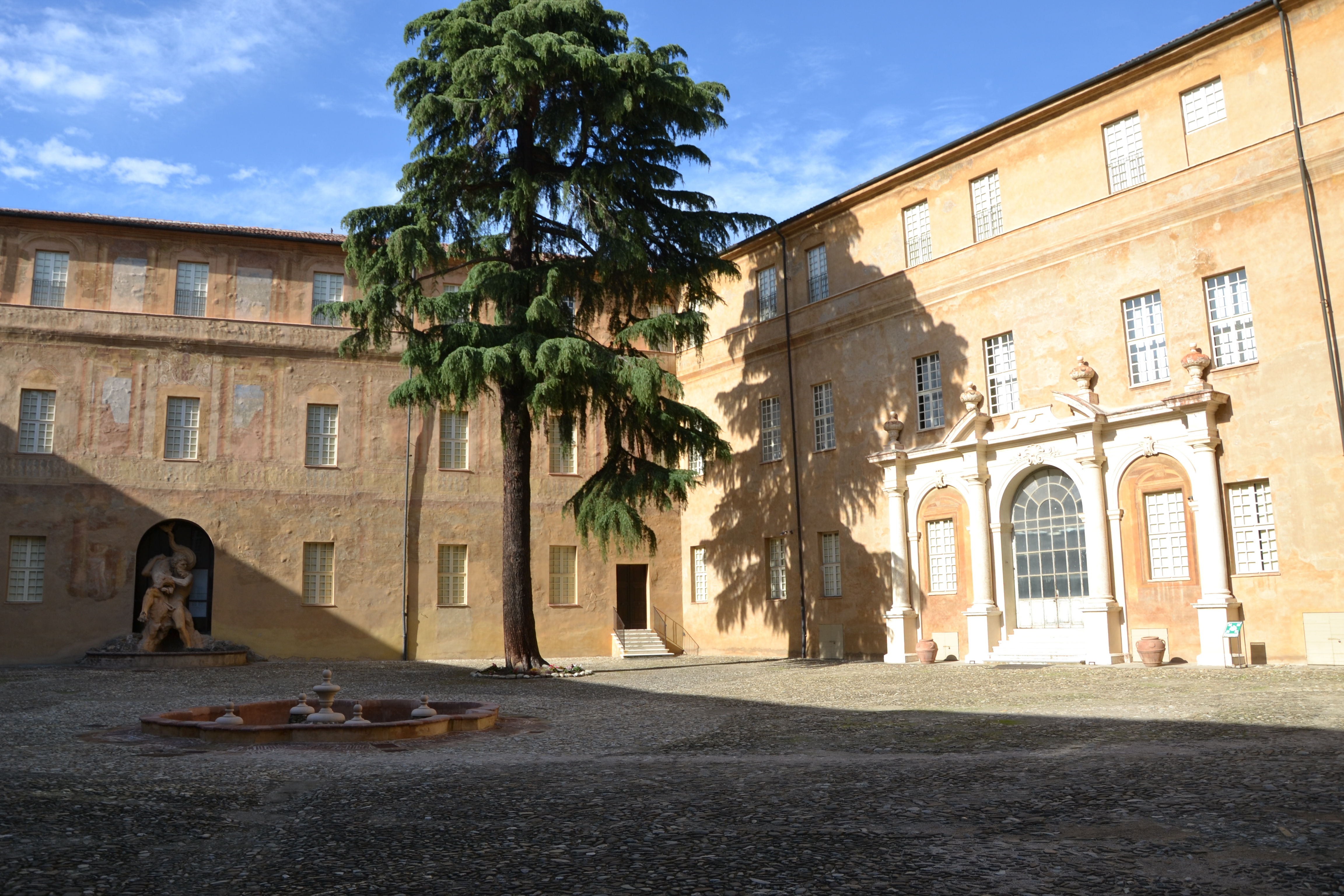
El patio interior de Honor con una arquitectura de perspectiva ilusionista descolorida y un Dios del mar con un delfín diseñado por Bernini
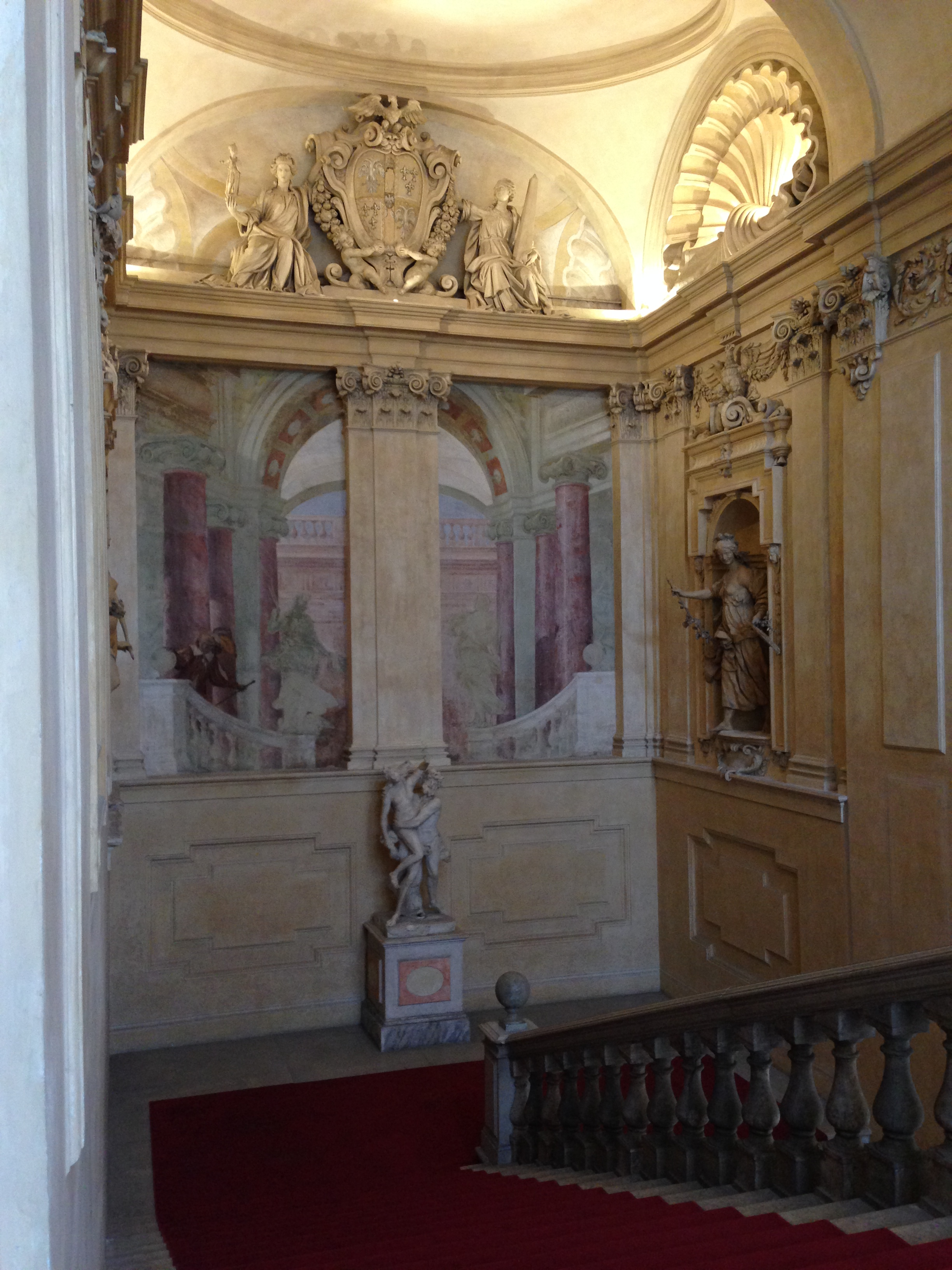
La Gran Escalera diseñada por Gaspare Vigarani, que conduce a la entrada de la galería.
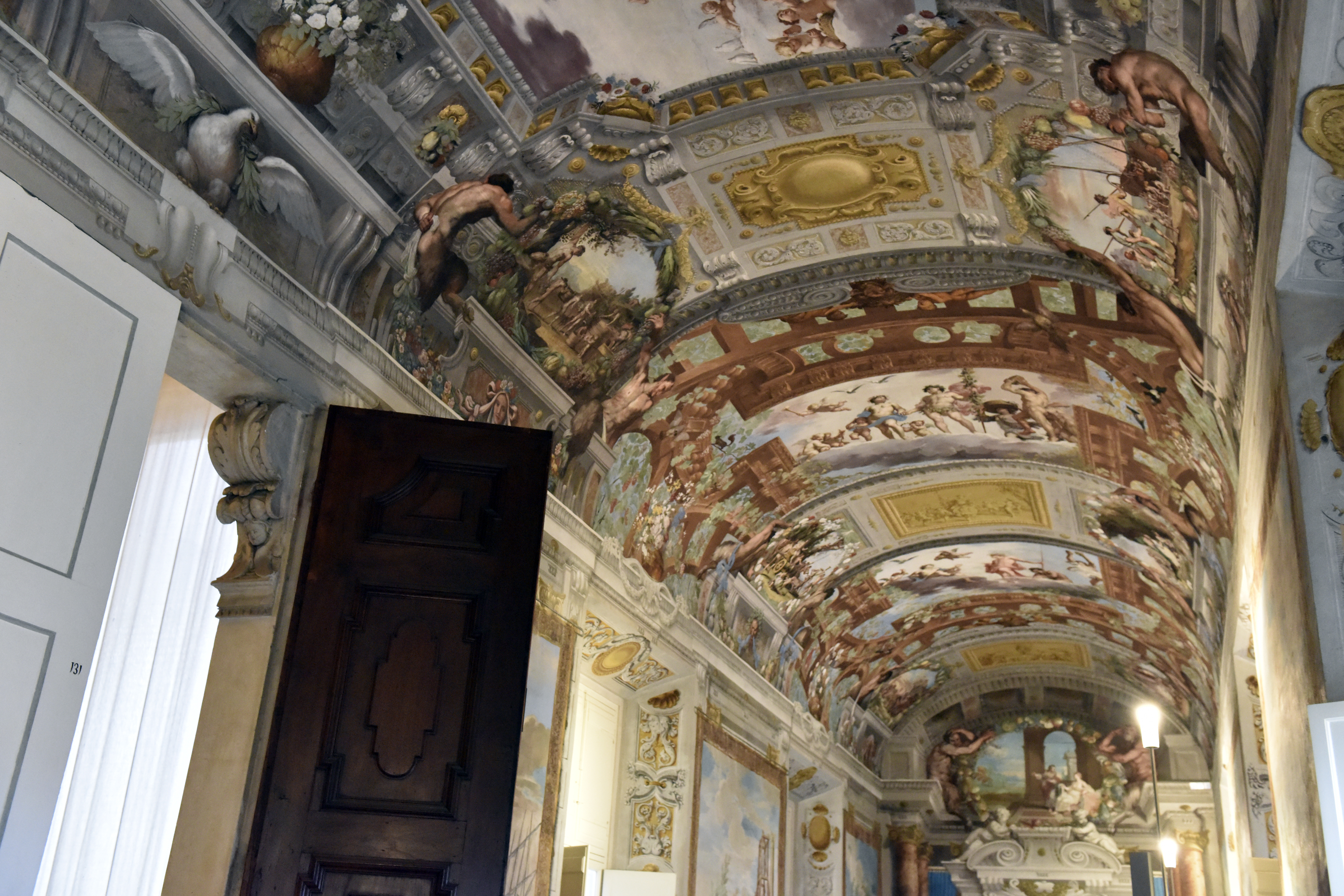
El techo de Angelo Michele Colonna y Agostino Mitellis para el Gran Salón de la Guardia, ejecutado entre 1647-8.
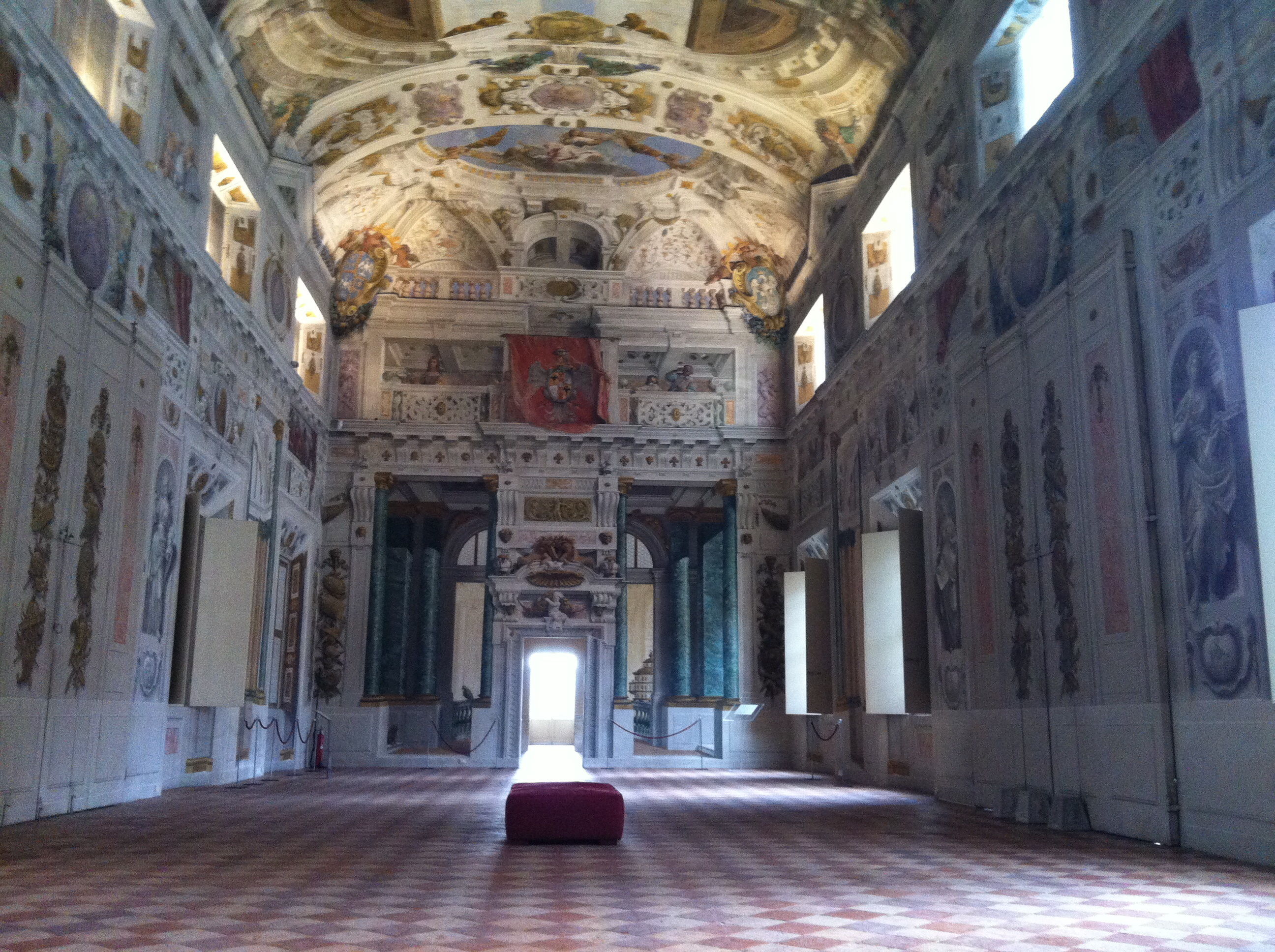
El Gran Salón de los Guardias: una lección de pintura barroca emiiana con frescos dramáticamente ilusionistas que cubren cada centímetro cuadrado de pared y techo.
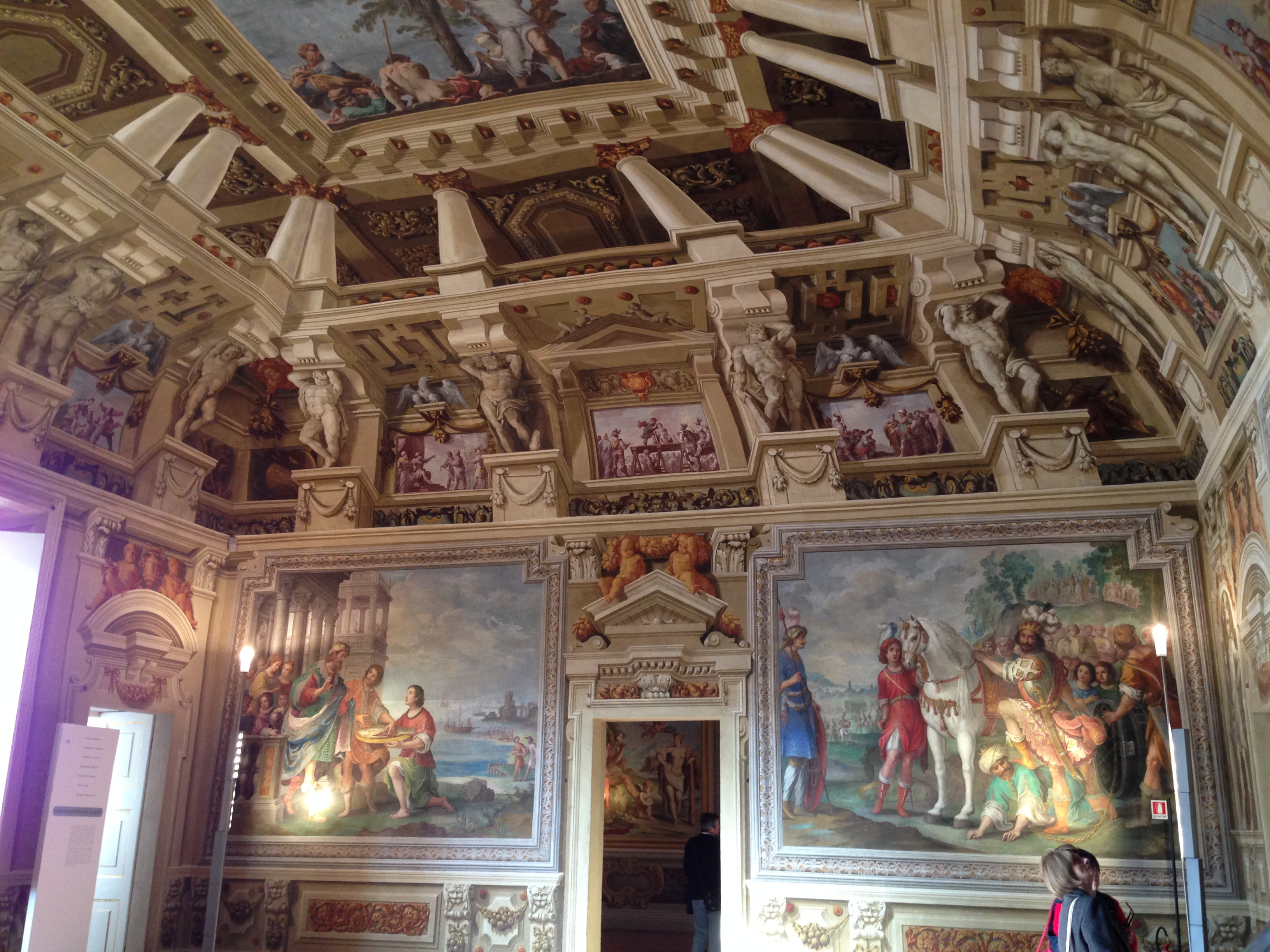
Vista de la Sala de la Fortuna con el techo empinado en perspectiva de Viviani.
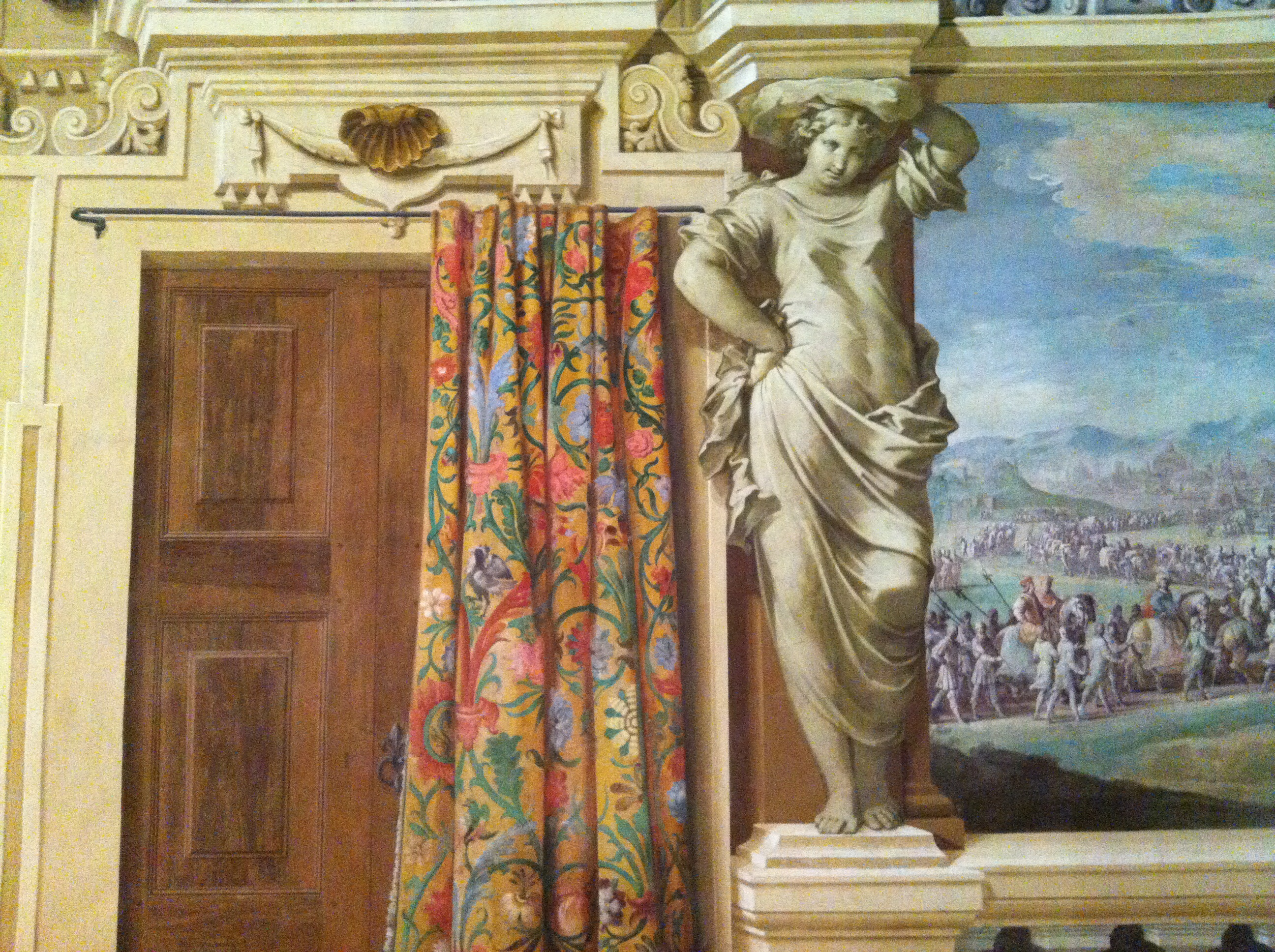
La Sala de las virtudes de los sentidos con frescos ilusionistas que representan cariátides de Boulanger. La sala estaba destinada a inspirar un gobierno sólido en nombre del duque.
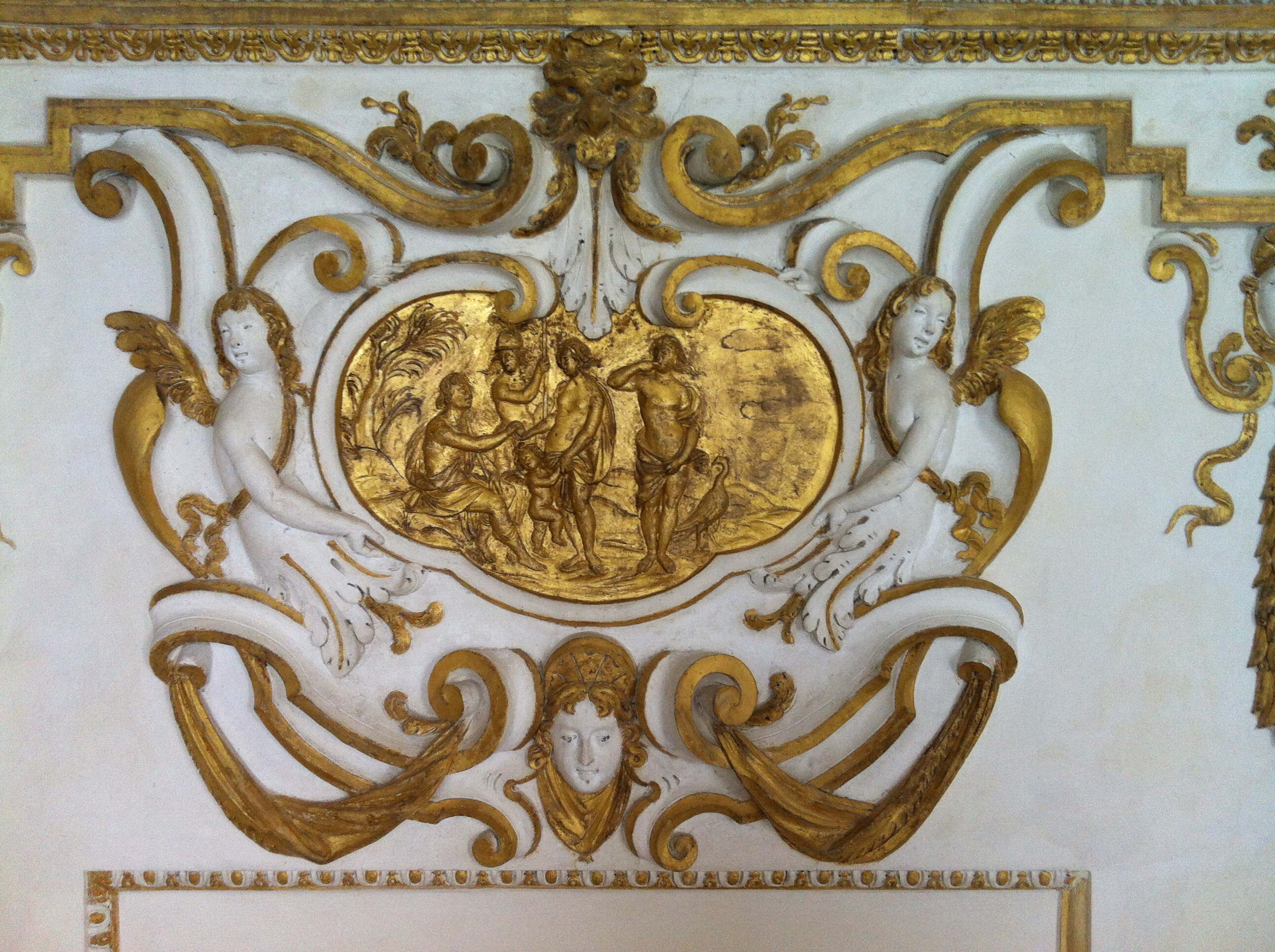
Detalle de las molduras blancas y doradas de los Apartamentos Stuccoed.
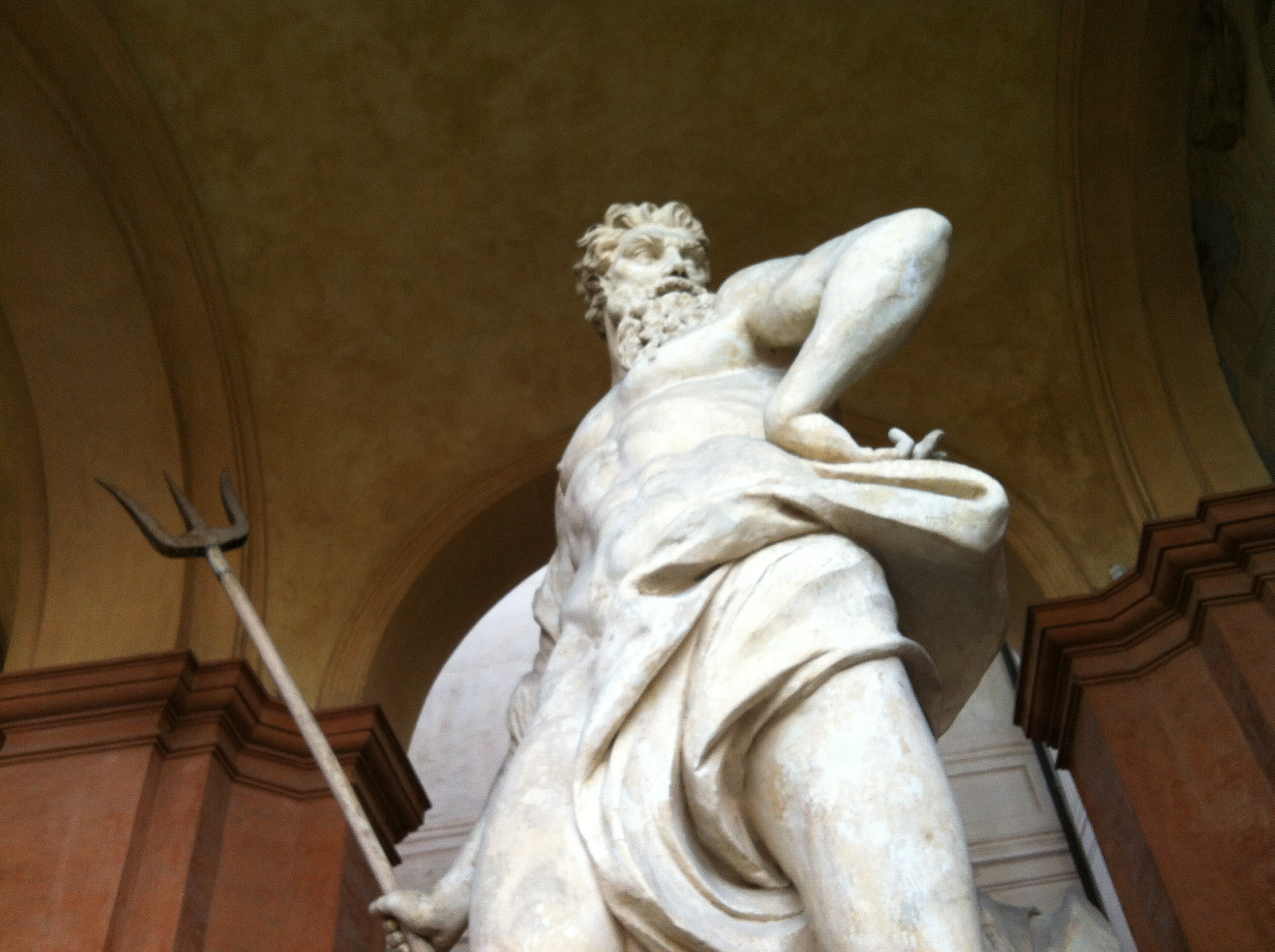
Diseño de Gian Lorenzo Bernini para la estatua de Neptuno de la fuente del atrio, ejecutada en 1650 por artistas locales de estuco.